# To Sleep with a Vampire
Pour plus de détails, voir Fiche technique et Distribution.
To Sleep with a Vampire est un film américain réalisé par Adam Friedman, sorti en 1993.

## Fiche technique
- Titre : To Sleep with a Vampire
- Titre vidéo : Victime du vampire
- Réalisation : Adam Friedman
- Scénario : Patricia Harrington
- Photographie : Michael Crain
- Musique : Nigel Holton
- Production : Roger Corman et Mike Elliott
- Pays d'origine : États-Unis
- Format : Couleurs - 1,85:1 - Stéréo
- Genre : horreur
- Date de sortie : 1993

## Distribution
- Scott Valentine : Jacob
- Charlie Spradling : Nina
- Richard Zobel : Cabby
- Zachary Browne : Daniel (non crédité)